# Gertrude Woodward
Pour les articles homonymes, voir Woodward.
Gertrude Mary Woodward, née en 1861 et morte en 1939, est une illustratrice scientifique britannique.

## Biographie
Fille du géologue Henry Woodward et sœur de l'illustratrice Alice Woodward, elle étudie auprès de gouvernantes avec ses frères et sœurs. Elle illustre de nombreux ouvrages paléontologiques pour le Musée d'histoire naturelle de Londres et est appréciée par ses pairs pour la précision et la qualité de ses aquarelles. Elle illustre les célèbres fossiles de l'homme de Piltdown et d'autres œuvres d'Arthur Smith Woodward (aucun lien de parenté), ainsi que des œuvres du zoologiste Ray Lankester,. Elle créée souvent des illustrations pour la revue des sciences de la Terre, cofondée par son père et toujours publiée, intitulée Geological Magazine. Elle est une amie de Beatrix Potter.

## Galerie

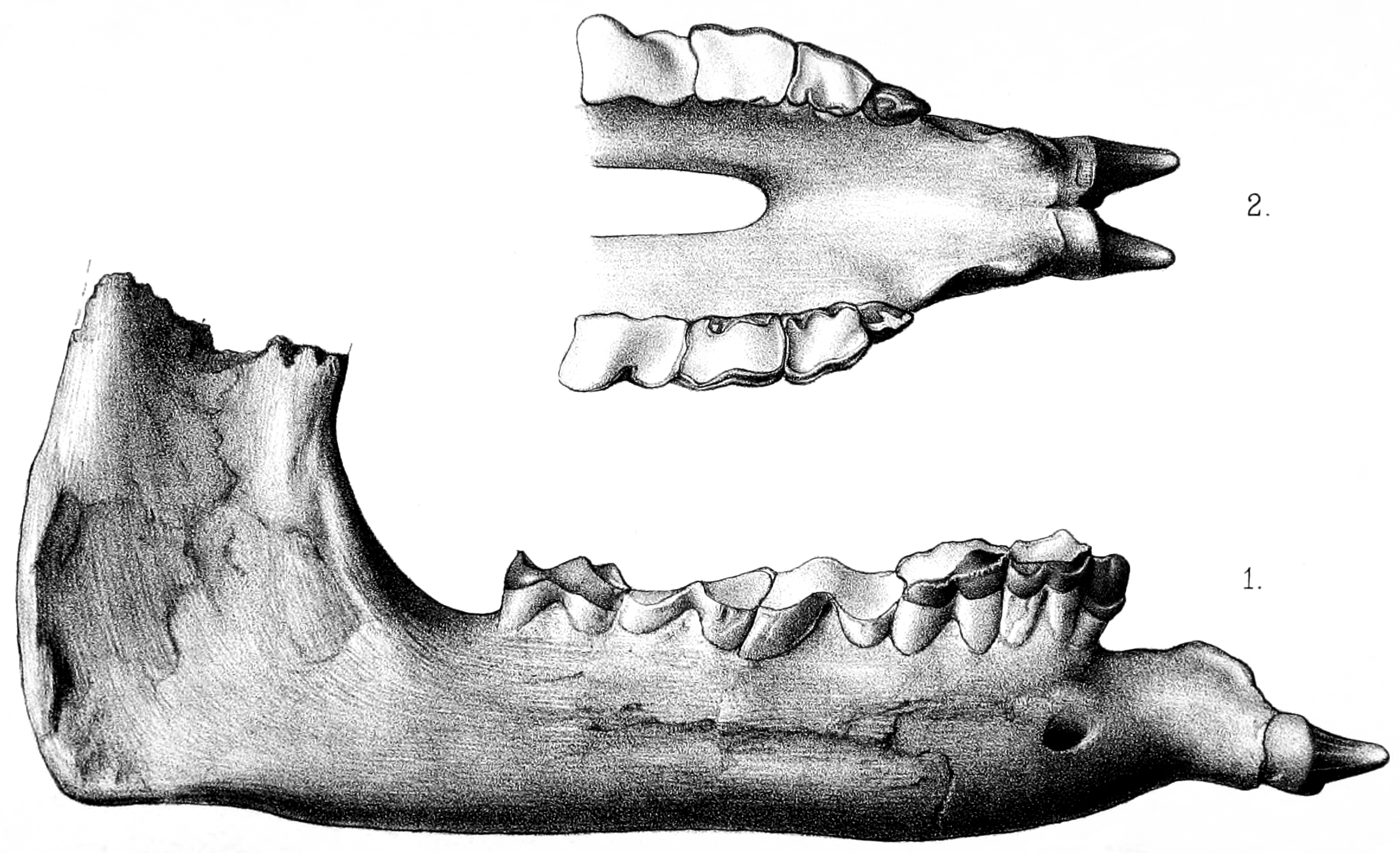
Mâchoire de Paraceratherium
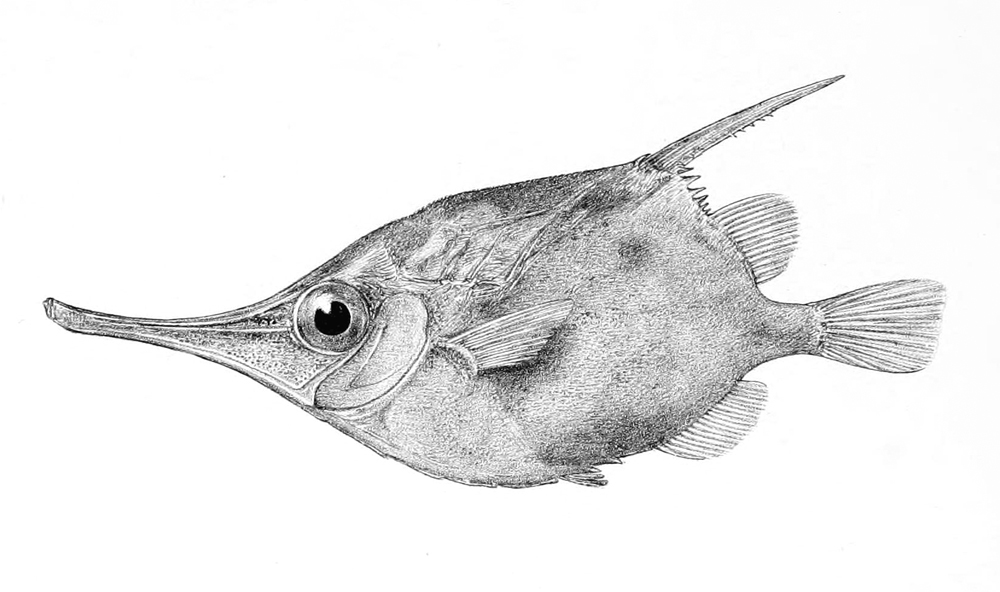
Notopogon lilliei
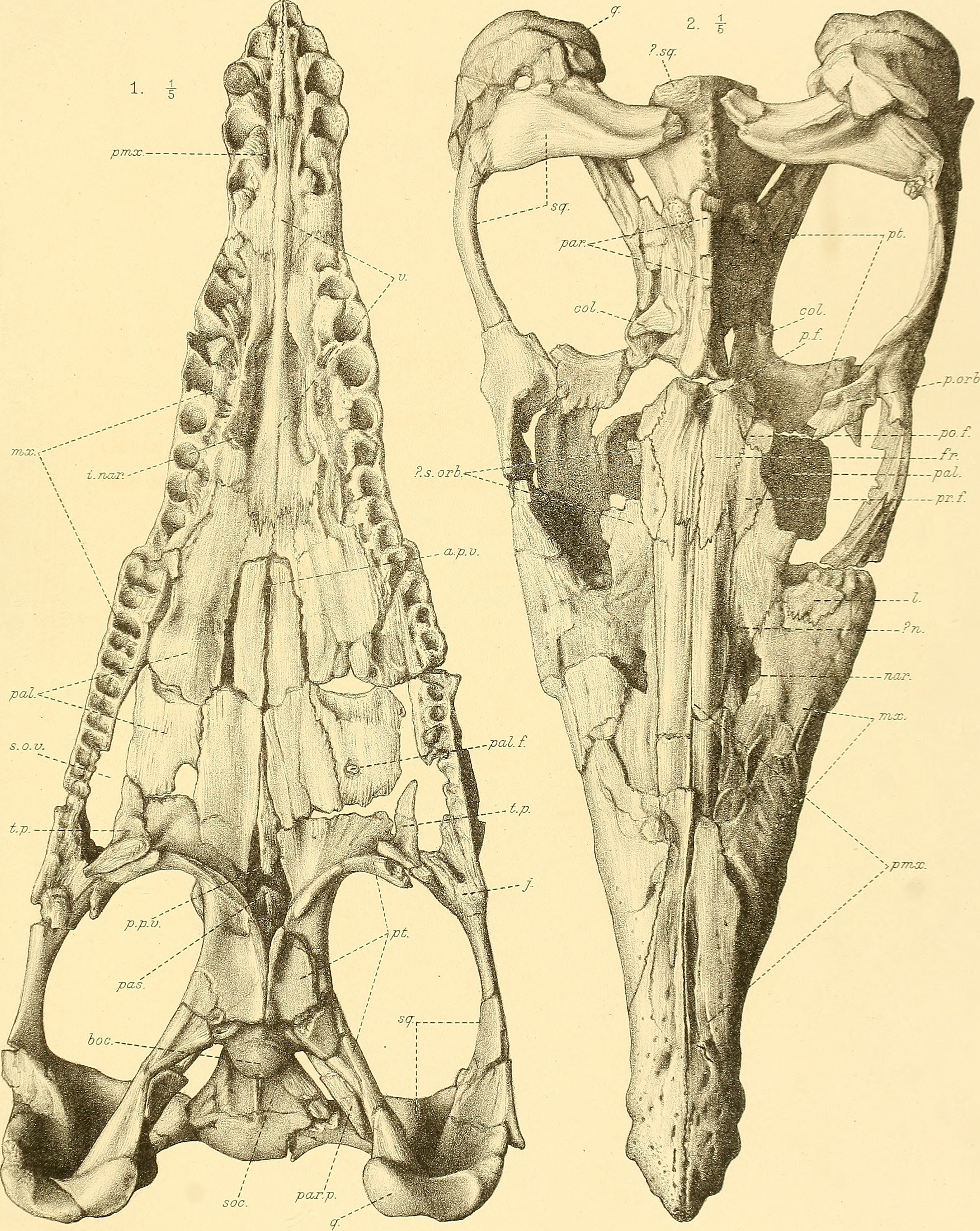
Crânes de Liopleurodon
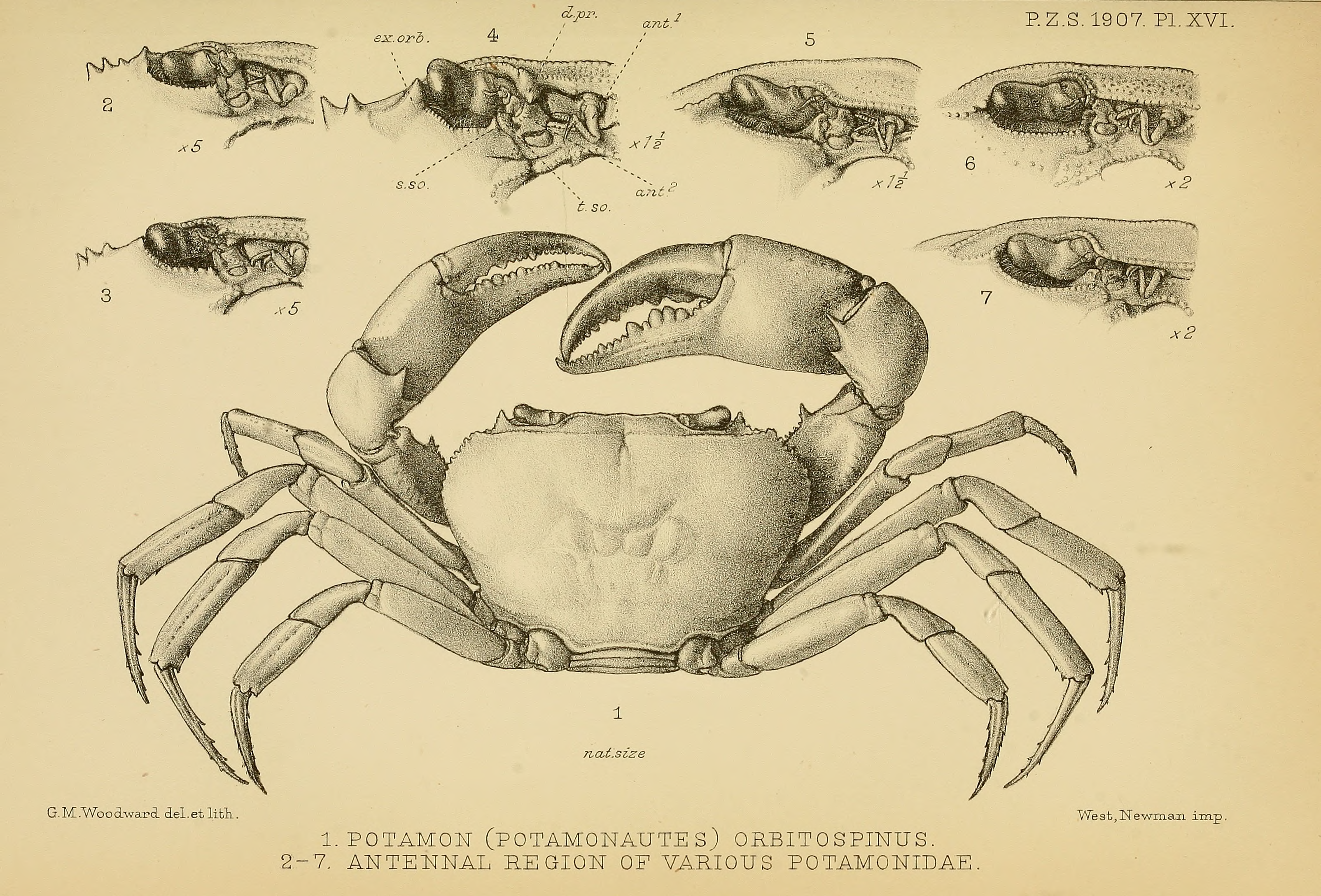
Potamonautes lirrangensis et autres crabes